# 明日先锋
《明日先锋》（阿拉伯语：‎）是一个巴勒斯坦哈马斯下属的阿克萨电视台播出的儿童节目。该节目由一位名叫萨拉·巴尔胡姆的少女和一个身着动物角色服装演员共同主持。节目形式为脱口秀，包括动物角色表演的短剧以及观众打进电话与主持人讨论问题，其教育方式与《芝麻街》类似。该节目的观众年龄从9-13岁不等，最小的观众仅为3岁。节目内容包括反犹太主义、伊斯兰主义、反美主义以及其他反西方的主题。